# Oktiabrskij (obwód kałuski)
Oktiabrskij (ros. Октябрьский) – osiedle w Rosji, w obwodzie kałuskim, w rejonie fierzikowskim. W 2010 liczyło 1064 mieszkańców.